# 2-naftol
2-naftol of β-naftol is een naftaleenderivaat en aromatisch alcohol dat als zwak zuur kan reageren (pKa = 9,51). Het is een isomeer van 1-naftol. Beide isomeren worden gebruikt als grondstof voor de synthese van een aantal azokleurstoffen.